# Библиотека Народног музеја Србије
Библиотека Народног музеја Србије основана је 1889. Најстарија је и једна од највећих музејских библиотека у Србији. У фонду библиотеке чувају се публикације из различитих области хуманистичких и друштвених наука, попут археологије, историје уметности, нумизматике, историје или филозофије.

## Историјат

### Увод
Утемељење Народног музеја у Београду 1844. године и прве деценије његовог постојања неодвојиво су повезани са оснивањем и радом Народне библиотеке Србије. Ове кључне националне институције, делујући као један „завод“, све до 1881. године имале су једног управника, са звањем библиотекара и чувара музеја, а све до 1892. су непрекидно делиле и исти простор у Капетан Мишином здању. При таквим формалним и фактичким приликама разумљиво је да су њихови фондови третирани јединствено, те да није ни било потребно да се установи и одржава посебна стручна музејска библиотека. То потврђују и спискови набавке библиотечке грађе из времена управе Јанка Шафарика (1861-1869), из којих се види да су приближно једну трећину фонда чиниле публикације из области историје и сродних наука (археологије, уметности, нумизматике).

### Прве деценије (1889—1914)
Почетком 1881. године донет је Закон о Народној библиотеци и Музеју, којим су ове две институције правно раздвојене и чиме започиње ново поглавље у њиховој историји. Осамостаљени Народни музеј је за новог чувара добио архитекту Михаила Валтровића, а у послу му је помагао само прекаљени служитељ Тома Милетић. Валтровићеви напори да руководи Музејем и попуњава и стручно обрађује његове фондове, били су отежани многим проблемима. Хроничном мањку новца, простора и особља, придружио се и недостатак стручне литературе, без које се правилно одржавање и валоризовање увећаних збирки нису могли више замислити. Стога он, 1889. године, предочава Српској краљевској академији, која је надређена Музеју од 1886, потребу за оснивањем приручне музејске библиотеке. На основу дописа Министарству просвете сазнаје се да се већ 1890. године у Музеју се инвентарише стручна литература. Фонд се током ових година систематски увећавао, превасходно куповином капиталних дела из области класичних старина, као што су Ausfühliches Lexikon der griechischen und römischen Mythologie, Dictionnaire des antiquites grecques et romaines и енциклопедија Paulys Real-Encyclopädie der classischen Altertumswissenschaft. Поред књига и приручника, Валтровић је од самог почетка наручивао и часописе, тако да заслуга за утемељење богатог фонда стране периодике у Библиотеци свакако припада њему. Неки од наслова, који су тада почели да се наручују и данас се набављају (Byzantinische Zeitschrif, Mittheilungen des Deutschen Аrchaeologischen Instituts, The Journal of Hellenic Studies, Bulletin de correspondance Hellénique, Numizmatische Zeitschrift итд). 
Управа Музеја је, на челу са археологом Милојем Васићем (1906-1919), и у наредним децинијама настојала да обезбеди редовну набавку већ постојећих стручних чаосписа и књига преко домаћих и иностраних добављача. Постоје јасне индиције да је фонд, сем куповином, богаћен и разменом са надлежним државним установама Сједињених Америчких Држава, Шпаније и Белгије, посредством Министарства просвете и црквених послова. Из докумената се сазнаједа је Библиотека била смештена у приземљу зграде у коју се Музеј преселио 1892. (на месту данашњег Филолошког факултета) и да је била доступна страним и домаћим истраживачима, па чак и лаицима.

### 1915—1950
Велике опште несреће које су уследиле - два Балканска, а затим и Први светски рат, за дуже време су зауставиле и уназадиле нормалан развој државе и њених институција. Још при првом аустријском гранатирању Београда, крајем јула 1914, музејска зграда била је у рушевинама, а експонати затрпани шутом. Девастирани Народни музеј годинама ће се опораваљати од ових губитака. Упркос томе, захваљујући пожртвовању дугогодишњег музејског служитеља и препаратора Анте Мудровчића, који је током рата спашавао културне драгоцености и из других угрожених београдских установа, библиотечки фонд је сачуван без већих мањкова. Добијањем нове зграде за Музеј у улици Кнеза Милоша, до чега је дошло тек 1922. године, после многобројних апела новог управника Владимира Петковића, приступило се поновном уређењу збирки и Библиотеке, којој се посебно посветио А. Мудровчић. Због настојања да читав Музеј постави на чврсте темеље са прецизном структуром, Петковић 1923. године, добија дозволу да на место хонорарног асистента у Библиотеци прими Зорку Симић, студенткињу Филозофског факултета. Доласком нове сараднице, Библиотека Народног музеја напокон добија службеника коме ће основни задатак бити да евидентира књижну грађу и да се стара о попуњавању и чувању фонда од приближно 4500 јединица. 
До значајних промена у историји Народног музеја долази 1934. године, када је краљ Александар I Карађорђевић, свестан значаја ове установе, уступио зграду Новог двора за смештај музејских колекција. Од следеће године Музеј мења име (Музеј кнеза Павла), а за управника бива постављен Милан Кашанин. Нова поставка у репрезентативној згради, омогућила је боље представљање културног блага, као и одговарајући простор за стручну Библиотеку. Иако су услови за коришћење библиотечке грађе знатно побољшани, брига о њеној обради је занемарена - З. Симић је по пресељењу Музеја разрешена дужности а тек 1938. је постављен Миодраг Грбић за руководиоца књижнице. Упркос томе, набавка публикација куповином и разменом је интензивирана, те је између 1935. и 1944. фонд готово удвостручен (око 8000 јединица). У току Другог светског рата дошло је до премештања збирки и библиотечке грађе у преуређене депое Музеја, али су извесне стручне активности, ипак, обављане. Тако се 1943. започиње и с првом документованом каталогизацијом публикација, за коју су били ангажовани студенти - волонтери. 
Музеј је дочекао крај рата, на срећу, са очуваним фондовима, те је у јесен 1945. делимично отворен и за публику, а за новог управника је био постављен академик Вељко Петровић. Професионални рад у Библиотеци омогућен пријемом неколико стручних лица, јер је радно место библиотекара постало обавезно од 1946. године по Статуту Музеја. Одмах се приступило контроли по Инвентару, каталошкој обради и формирању азбучне, предметне и топографске картотеке (при чему је књижна грађа груписана по формату, у оквиру струка), установљавању каталога периодике, као и систематском попуњавању фонда. Нажалост, већ у рано пролеће 1948. Музеј је морао, по ко зна који пут, поново да промени простор. Пресељење у зграду бивше Берзе на Студентском тргу, значило је да две трећине књижног фонда у наредне три године постаје недоступно.

### 1951—2000
У лето 1951. године Музеју је, најзад, уступљена зграда Инвестиционе банке, у самом центру града, чиме је решено његово трајно седиште након једног века од оснивања. Приликом адаптације зграде, започете 1964. године, за време управе Лазара Трифуновића, Библиотеци је додељен велики простор у приземљу (око 400 m2), са магацином на два нивоа и читаоницом за 46 корисника. А доласком угледног библиотекара Љубице Којић на место шефа музејске Библиотеке, крајем 1964. године, приступило се и темељним променама у систему инвентарисања (посебни инвентари за монографске и периодичне публикације), обраде (именски и предметни лисни каталог) и смештаја публикација (numerus curens). Упоредо са тим, вођена је и ефикасна набавна политика (размена/куповина), што доводи до значајног увећања фонда, те је 1974. у Библиотеци било око 49000 јединица. Из данашње перспективе, може се рећи да су то биле „златне године“ за Библиотеку, пре свега због уравнотеженог развоја свих аспеката стручног рада.
У наредним деценијама, политички и друштвено нестабилним, функционисање Библиотеке је обележено парадоксима. На пример, упркос знатном увећању фонда, затворена је читаоница и на тај начин је радни и смештајни капацитет преполовљен. Драматичне деведесете су, због финансијске кризе, довеле до замирања набавке куповином и стагнације у размени али је кадровска структура побољшана; званично је формиран Фонд старе и ретке књиге и започета је електронска обрада публикација.

### Последње деценије
Данас Библиотека Народног музеја у Београду поседује око 100000 јединица, обрађених за лисне каталоге, од којих је 70% унето и у електронску базу, четири врсте инвентара (за монографије, периодику, стару и ретку књигу, компакт дискове), Регистар старих и ретких књига и аутоматизовану базу размене. Захваљујући издавачкој делатности Музеја, књижни фонд се, углавном, попуњава разменом публикација са око 400 домаћих и иностраних институција. Нажалост, због одлагања планиране реконструкције зграде Музеја у претходној деценији, библиотечка грађа је недоступна стручној јавности дужи низ година. Очекује се да ће садашња адаптација ове установе потпуно модернизовати простор Библиотеке и тиме омогућити оптималну доступност фонда корисницима.